# Dhalâa
Dhalâa est une commune de la wilaya d'Oum El-Bouaghi en Algérie.

## Géographie
Dhalaa est un village rural, au nord est de l'Algérie, d'une superficie de 202 km2. Ses frontières touchent trois wilayas : wilaya de Oum el Bouaghi, wilaya de Khenchela et la wilaya de Tebessa. Elle se situe sur la route nationale n°88. Les communes frontalières sont : commune de Gueurigueur, commune de Meskiana et commune de Ain Touila.

### Localités de la commune
La commune de Dhalâa est composée de 21 localités :
- Centre de Dhalâa
- Raf Raf
- Messlaf
- Benaïm
- Gabel Zebar
- Ouled Chamiekh
- Reggada
- Argoub Tine
- Gabel Lefdjidjet
- Dagher
- Fedj Tine
- Oglia
- Dhahret El Oued
- Gabel Boutekhma
- Argoub El Bey
- Henchir El Khadem
- Lekmine
- Ayoune Dekhakhène
- Lehguina
- Remaïdia
- Ras Zebar
- Kef El Aks